# Club Atlético Boca Juniors 2024
Questa voce raccoglie le informazioni riguardanti il Boca Juniors nelle competizioni ufficiali della stagione 2024.

## Stagione
Durante la stagione 2024, il Boca Juniors si trova impegnato in 4 competizioni: la Liga Profesional, la Copa de la Liga, la Copa Argentina e la Copa Sudamericana.
La stagione si apre con le elezioni del nuovo presidente della squadra. Le urne dovevano essere aperte ai soci già il 3 dicembre 2023, ma è stato necessario un rinvio date le proteste, da parte delle liste di opposizione, al nuovo ingresso di ben 13.000 soci. Finalmente, dopo una decisione favorevole all'ingresso di questi nuovi soci da parte del giudice, le elezioni si sono tenute il 17 dicembre 2023. Il tandem composto da Juan Román Riquelme e Jorge Amor Ameal (quest'ultimo presidente in carica nel quadriennio precedente) stravince le elezioni con il 64,4% dei consensi, battendo la lista d'opposizione rappresentata dal duo composto da Andrés Ibarra e Mauricio Macri (quest'ultimo ex-presidente degli Xeneizes tra il 1996 e il 2008, nonché ex-presidente argentino). Il club in via ufficiale rivela che a partecipare alle elezioni sono stati 43.367 soci (ovvero il 46% del potenziale elettorato) e che le votazioni sono state le più partecipate nella storia del calcio argentino e le seconde a livello mondiale.
Il nuovo presidente e la sua Comisión Directiva annunciano, il 29 dicembre 2023, il nome del nuovo allenatore del Boca Juniors: si tratta di Diego Martínez, che dopo la sua ultima esperienza sulla panchina dell'Huracán firma un contratto con il club azul y oro fino al dicembre 2025.
Nella regular season della Copa de la Liga il Boca alterna risultati negativi e positivi: tra questi ultimi le vittorie contro il Racing e il San Lorenzo e il pareggio nel Superclásico contro il River (che i tifosi subito ribattezzano come el Medinazo). Al termine della regular season il Boca riesce a qualificarsi alle fasi finali della competizione soltanto all'ultima giornata, battendo il Godoy Cruz nonostante si trovi in inferiorità numerica per gran parte della partita. Ai quarti di finale il Boca si trova nuovamente di fronte il River Plate (arrivato primo nel suo girone). Il nuovo Superclásico si disputa allo stadio Mario Alberto Kempes di Córdoba, con gli arcirivali che passano subito in vantaggio grazie ad un gol di Miguel Borja. Tuttavia gli Xeneizes riescono a pareggiare verso la fine della prima frazione di gioco con una rete di Miguel Merentiel. Dopo l'annullamento di un gol per il River da parte del VAR ad inizio ripresa, arrivano il gol di Edinson Cavani e il secondo di Merentiel che consentono al Boca di passare alle semifinali, nonostante un gol nel finale del River che fissa il punteggio definitivo sul 3-2. Il Boca dunque si trova di fronte l'Estudiantes. Subito il Boca passa in vantaggio con Merentiel, ma il difensore del Boca Cristian Lema commette un fallo grave in area di rigore e viene espulso. Dopo il rigore segnato da Cetré per i biancorossi di La Plata la gara si conclude ai calci di rigore, dai quali il Boca viene eliminato.
Per la prima volta dopo 7 anni il Boca non prende parte alla più prestigiosa competizione per club sudamericana, la Copa Libertadores, a causa del sesto posto ottenuto nella tabla general della stagione precedente, che però consente agli Xeneizes di accedere alla Copa Sudamericana (torneo a cui il Boca non partecipa da 10 anni). Nella fase a gironi il Boca Juniors si classifica in seconda posizione dietro ai brasiliani del Fortaleza, per cui può accedere al tabellone delle fasi finali soltanto dopo uno spareggio. Il suo rivale è la squadra ecuadoriana dell'Independiente del Valle (proveniente dalla Copa Libertadores): dal doppio scontro di andata e ritorno gli Xeneizes riescono a battere gli ecuadoriani, ma soltanto grazie ad un solo gol segnato nei due incontri. Agli ottavi di finale il Boca affronta i brasiliani del Cruzeiro. Nella gara di andata gli Xeneizes battono il Cruzeiro 1-0, ma nella gara di ritorno rimettono subito tutto in discussione dopo l'espulsione di Advíncula appena iniziata la gara e subiscono nella prima frazione di gioco. Nel secondo tempo gli Xeneizes riescono sorprendente a segnare con Milton Giménez, pareggiando in tal modo il conteggio complessivo dei gol e portando la gara ai calci di rigore, che però risultano nuovamente fatali per il Boca, che vengono così eliminati agli ottavi di finale di Copa Sudamericana.
Nella finestra dei trasferimenti invernali, la dirigenza del Boca Juniors aggiunge tre giocatori alla rosa: dai messicani del Toluca arriva il centrocampista Tomás Belmonte, dal Newell's passa in maglia Xeneizes Brian Aguirre, mentre dal Banfield arriva la punta Milton Giménez (per un totale di 13 milioni di dollari). Con l'arrivo dei tre giocatori il Boca decide di cedere il giovane Ezequiel Fernández agli arabi dell'Al-Qadisiyah (che pagano la clausola rescissoria di 20 milioni di dollari sul contratto della giovane promessa del Boca), Luca Langoni agli statunitensi del New England Revolution (per 6,8 milioni di dollari) e cedono in prestito il colombiano Jorman Campuzano all'Atlético Nacional fino al giugno del 2025.
Dopo le sconfitte subite per mano del Banfield, del Racing e nel Superclásico contro i rivali del River Plate, il 28 settembre il Boca subisce l'ennesima sconfitta contro il Belgrano e in conferenza stampa arrivano le dimissioni del tecnico Diego Martínez, che paga anche l'eliminazione della squadra dalla Copa Sudamericana. La dirigenza del Boca affida temporaneamente la squadra al tecnico della reserva, Mariano Herrón. Il bilancio di Diego Martínez sulla panchina degli Xeneizes è di 21 vittorie, 13 pareggi e 11 sconfitte in 45 partite.
Dopo un nuovo "interinato" del tecnico della Reserva, Mariano Herrón, il 14 ottobre 2024, il presidente Juan Román Riquelme annuncia ufficialmente l'ingaggio del nuovo allenatore: si tratta di Fernando Gago, che firma con gli Xeneizes un contratto fino al dicembre 2025 (con opzione di prolungare per una successiva stagione). El Pintita e la sua squadra riescono con successo nell'insperata corsa alla qualifica in Copa Libertadores, classificandosi quinti nella Tabla general della stagione 2024, anche se passando per i turni preliminari.

## Maglie e sponsor
Il fornitore tecnico per la stagione 2024 è stato Adidas, mentre i main sponsor presenti nella divisa sono stati Betsson (con il logo sul petto), DirecTV (con il logo sulla spalla) e Pax Assistance (sui pantaloncini).

### Primo semestre
| 1ª divisa | 2ª divisa | 3ª divisa |

### Secondo semestre
Nel secondo semestre è stata modificata la terza maglia dei giocatori di movimento che ricalca lo stile della bandiera svedese, un richiamo alle origini dei colori della squadra in occasione del 119º anno dalla fondazione del Club Atlético Boca Juniors.
| 1ª divisa | 2ª divisa | 3ª divisa |

## Rosa
Dati aggiornati al 11 settembre 2024.
| N. |                      | Ruolo | Calciatore             |
| -- | -------------------- | ----- | ---------------------- |
| 1  | Argentina (bandiera) | P     | Sergio Romero          |
| 2  | Argentina (bandiera) | D     | Cristian Lema          |
| 3  | Uruguay (bandiera)   | D     | Marcelo Saracchi       |
| 4  | Argentina (bandiera) | D     | Nicolás Figal          |
| 5  | Cile (bandiera)      | D     | Gary Medel             |
| 6  | Argentina (bandiera) | D     | Marcos Rojo (capitano) |
| 7  | Argentina (bandiera) | A     | Exequiel Zeballos      |
| 8  | Argentina (bandiera) | C     | Guillermo Fernández    |
| 9  | Argentina (bandiera) | A     | Milton Giménez         |
| 10 | Uruguay (bandiera)   | A     | Edinson Cavani         |
| 11 | Argentina (bandiera) | A     | Lucas Janson           |
| 12 | Argentina (bandiera) | P     | Leandro Brey           |
| 13 | Argentina (bandiera) | P     | Javier García          |
| 15 | Argentina (bandiera) | D     | Nicolás Valentini      |
| 16 | Uruguay (bandiera)   | A     | Miguel Merentiel       |
| 17 | Perù (bandiera)      | D     | Luis Advíncula         |
| 18 | Colombia (bandiera)  | D     | Frank Fabra            |
| 19 | Argentina (bandiera) | C     | Agustín Martegani      |
| 20 | Argentina (bandiera) | C     | Juan Ramírez           |
| 21 | Argentina (bandiera) | C     | Ignacio Miramón        |
| 22 | Argentina (bandiera) | C     | Kevin Zenón            |
| 23 | Argentina (bandiera) | D     | Lautaro Blanco         |
| 24 | Argentina (bandiera) | D     | Juan Barinaga          |

| N. |                      | Ruolo | Calciatore         |
| -- | -------------------- | ----- | ------------------ |
| 30 | Argentina (bandiera) | C     | Tomás Belmonte     |
| 33 | Argentina (bandiera) | A     | Brian Aguirre      |
| 34 | Argentina (bandiera) | D     | Mateo Mendía       |
| 36 | Argentina (bandiera) | C     | Cristian Medina    |
| 38 | Argentina (bandiera) | D     | Aaron Anselmino    |
| 40 | Argentina (bandiera) | D     | Lautaro Di Lollo   |
| 41 | Argentina (bandiera) | A     | Iker Zuflaurre     |
| 42 | Argentina (bandiera) | D     | Lucas Blondel      |
| 43 | Argentina (bandiera) | C     | Milton Delgado     |
| 45 | Argentina (bandiera) | C     | Mauricio Benítez   |
| 47 | Argentina (bandiera) | C     | Jabes Saralegui    |
| 48 | Argentina (bandiera) | D     | Dylan Gorosito     |
| 50 | Argentina (bandiera) | C     | Julián Ceballos    |
| 51 | Argentina (bandiera) | A     | Santiago Dalmasso  |
| 52 | Argentina (bandiera) | D     | Walter Molas       |
| 53 | Argentina (bandiera) | C     | Joaquín Ruiz       |
| 5  | Argentina (bandiera) | C     | Ezequiel Bullaude  |
| 9  | Argentina (bandiera) | A     | Darío Benedetto    |
| 14 | Argentina (bandiera) | A     | Luca Langoni       |
| 21 | Argentina (bandiera) | C     | Ezequiel Fernández |
| 29 | Armenia (bandiera)   | A     | Norberto Briasco   |
| 39 | Argentina (bandiera) | C     | Vicente Taborda    |
| 49 | Colombia (bandiera)  | C     | Jorman Campuzano   |

## Calciomercato
Dati aggiornati al 11 settembre 2024.

### Sessione invernale
| Acquisti         | Acquisti         | Acquisti          | Acquisti                                         |
| R.               | Nome             | da                | Modalità                                         |
| ---------------- | ---------------- | ----------------- | ------------------------------------------------ |
| C                | Kevin Zenón      | Unión (SF)        | definitivo (3,2 milioni €)                       |
| A                | Miguel Merentiel | Palmeiras         | definitivo (opzione d'acquisto - 2,81 milioni €) |
| D                | Cristian Lema    | Lanús             | definitivo (455 mila €)                          |
| D                | Lautaro Blanco   |                   | definitivo (svincolato)                          |
| Altre operazioni |                  |                   |                                                  |
| R.               | Nome             | da                | Modalità                                         |
| C                | Gonzalo Maroni   | San Lorenzo       | fine prestito                                    |
| C                | Aaron Molinas    | Tigre             | fine prestito                                    |
| A                | Luciano Giménez  | Chacarita Juniors | fine prestito                                    |
| C                | Adrián Sánchez   | Atl. Tucumán      | fine prestito                                    |
| A                | Agustín Obando   | Tigre             | fine prestito                                    |
| A                | Nazareno Solís   | Patronato         | fine prestito                                    |

| Cessioni         | Cessioni          | Cessioni           | Cessioni                                     |
| R.               | Nome              | a                  | Modalità                                     |
| ---------------- | ----------------- | ------------------ | -------------------------------------------- |
| D                | Valentín Barco    | Brighton           | definitiva (9,15 milioni €)                  |
| D                | Facundo Roncaglia |                    | fine contratto                               |
| C                | Diego González    |                    | fine contratto                               |
| D                | Bruno Valdez      | Cerro Porteño      | prestito                                     |
| A                | Miguel Merentiel  | Palmeiras          | definitiva (fine prestito)                   |
| D                | Marcelo Weigandt  | Inter Miami        | prestito                                     |
| Altre operazioni |                   |                    |                                              |
| R.               | Nome              | da                 | Modalità                                     |
| C                | Adrián Sánchez    | Atl. Tucumán       | definitivo (opzione d'acquisto - 470 mila €) |
| A                | Luciano Giménez   | Chacarita Juniors  | definitivo (opzione d'acquisto - 458 mila €) |
| C                | Aaron Molinas     | Defensa y Justicia | definitivo                                   |
| C                | Gonzalo Maroni    | Tigre              | prestito                                     |
| A                | Agustín Obando    | Platense           | prestito                                     |
| A                | Nazareno Solís    | Gimnasia (M)       | prestito                                     |

### 5essione estiva
| Acquisti         | Acquisti          | Acquisti          | Acquisti                                      |
| R.               | Nome              | da                | Modalità                                      |
| ---------------- | ----------------- | ----------------- | --------------------------------------------- |
| A                | Brian Aguirre     | Newell's Old Boys | definitivo (4,6 milioni €)                    |
| A                | Milton Giménez    | Banfield          | definitivo (3,7 milioni €)                    |
| C                | Tomás Belmonte    | Toluca            | definitivo (3,55 milioni €)                   |
| D                | Juan Barinaga     | Belgrano          | definitivo (2.86 milioni €)                   |
| C                | Agustín Martegani | San Lorenzo       | definitivo (2,4 milioni €)                    |
| D                | Gary Medel        |                   | definitivo (svincolato)                       |
| D                | Aaron Anselmino   | Chelsea           | prestito                                      |
| C                | Ignacio Miramón   | Lilla             | prestito con obbligo di riscatto condizionato |
| Altre operazioni |                   |                   |                                               |
| R.               | Nome              | da                | Modalità                                      |
| A                | Jan Hurtado       | LDU Quito         | rientro prestito                              |
| A                | Agustín Obando    | Platense          | rientro prestito                              |

| Cessioni         | Cessioni           | Cessioni          | Cessioni                    |
| R.               | Nome               | a                 | Modalità                    |
| ---------------- | ------------------ | ----------------- | --------------------------- |
| C                | Ezequiel Fernández | Al-Qadisiya       | definitiva (18,7 milioni €) |
| D                | Aaron Anselmino    | Chelsea           | definitiva (16,5 milioni €) |
| A                | Luca Langoni       | N.E. Revolution   | definitiva (6,2 milioni €)  |
| C                | Vicente Taborda    | Platense          | prestito                    |
| C                | Jorman Campuzano   | Atlético Nacional | prestito                    |
| A                | Norberto Briasco   | Gimnasia (LP)     | prestito                    |
| A                | Darío Benedetto    |                   | rescissione consensuale     |
| C                | Ezequiel Bullaude  | Feyenoord         | rientro prestito            |
| Altre operazioni |                    |                   |                             |
| R.               | Nome               | a                 | Modalità                    |
| A                | Jan Hurtado        | Atl. Goianiense   | prestito                    |
| A                | Agustín Obando     | Banfield          | prestito                    |

## Risultati

### Liga Profesional
| Arbitro: | Echavarría |

|             |           |  |
| Coronel 29’ | Marcatori |  |

| Arbitro: | Tello |

|                           |           |                                                                 |
| Atencio 3’ Sanabria 45+3’ | Marcatori | 47’ E. Fernández 52’ Merentiel 80’ Merentiel 90+7’ I. Fernández |

| Buenos Aires 25 maggio 2024, ore 20:00 UTC-3 3ª giornata | Boca Juniors | 0 – 0 referto | Talleres (C) | La Bombonera\| Arbitro: \| Mastrángelo \| |
| Arbitro:                                                 | Mastrángelo  |               |              |                                           |

| Arbitro: | Ramírez |

|                |           |  |
| Pellegrino 66’ | Marcatori |  |

| Arbitro: | Echenique |

|            |           |  |
| Cavani 61’ | Marcatori |  |

| Arbitro: | Rey Hilfer |

|                       |           |                                           |
| Ramos 13’ Molinas 35’ | Marcatori | 20’ (rig.) Merentiel 52’ (aut.) Gutiérrez |

| Córdoba 28 luglio 2024, ore 20:30 UTC-3 8ª giornata | Instituto (C) | 0 – 0 referto | Boca Juniors | Estadio Juan Domingo Perón\| Arbitro: \| Mastrángelo \| |
| Arbitro:                                            | Mastrángelo   |               |              |                                                         |

| Arbitro: | Espinoza |

|                                          |           |  |
| Cavani 22’ Merentiel 56’ Saralegui 90+5’ | Marcatori |  |

| Arbitro: | Echenique |

|             |           |            |
| Giménez 37’ | Marcatori | 7’ Zalazar |

| Arbitro: | Tello |

|              |           |              |
| Villalba 77’ | Marcatori | 90+5’ Medina |

| Arbitro: | Echavarría |

|                                        |           |                                              |
| Giménez 50’ Saracchi 54’ Merentiel 90’ | Marcatori | 20’ (rig.) Vombergar 90+6’ (rig.) Leguizamón |

| Arbitro: | Herrera |

|           |           |             |
| Cetré 80’ | Marcatori | 52’ Giménez |

| Arbitro: | Baliño |

|                     |           |              |
| Lema 4’ Aguirre 15’ | Marcatori | 90+3’ Campaz |

| Arbitro: | Mastrángelo |

|                          |           |             |
| Nardoni 21’ Martínez 81’ | Marcatori | 17’ Giménez |

| Arbitro: | Ramírez |

|  |           |             |
|  | Marcatori | 20’ Lanzini |

| Arbitro: | Arasa |

|                           |           |  |
| Jara 59’ N. Fernández 69’ | Marcatori |  |

| Arbitro: | Rey Hilfer |

|               |           |  |
| Merentiel 32’ | Marcatori |  |

| Arbitro: | Echenique |

|                                     |           |  |
| Paz 28’ Cardozo 85’ S. Medina 90+3’ | Marcatori |  |

| Arbitro: | Pérez |

|            |           |             |
| Cavani 79’ | Marcatori | 16’ Sánchez |

| Arbitro: | Tello |

|            |           |  |
| Salvio 79’ | Marcatori |  |

| Arbitro: | Penel |

|                                                 |           |                 |
| Aguirre 9’ Cavani 22’ Saracchi 48’ Zeballos 82’ | Marcatori | 2’ N. Fernández |

| Arbitro: | Rey Hilfer |

|  |           |                           |
|  | Marcatori | 77’ Merentiel 90+4’ Zenón |

| Arbitro: | Ramírez |

|            |           |  |
| Giménez 4’ | Marcatori |  |

| Buenos Aires 23 novembre 2024, ore 21:45 UTC-3 24ª giornata | Huracán     | 0 – 0 referto | Boca Juniors | Estadio Tomás Adolfo Ducó\| Arbitro: \| Mastrángelo \| |
| Arbitro:                                                    | Mastrángelo |               |              |                                                        |

| Arbitro: | Pérez |

|             |           |  |
| Giménez 16’ | Marcatori |  |

| Arbitro: | Rey Hilfer |

|  |           |           |
|  | Marcatori | 55’ Zenón |

| Buenos Aires 15 dicembre 2024, ore 18:00 UTC-3 27ª giornata | Boca Juniors | 0 – 0 referto | Independiente | La Bombonera\| Arbitro: \| Arasa \| |
| Arbitro:                                                    | Arasa        |               |               |                                     |

Classificandosi al 5º posto nella Tabla general della stagione 2024, il Boca Juniors ha ottenuto la qualificazione alla Copa Libertadores 2025.

### Copa de la Liga Profesional

#### Fase a gironi (Zona B)
| Florida 27 gennaio 2024, ore 19:00 UTC-3 1ª giornata | Platense   | 0 – 0 referto | Boca Juniors | Stadio Ciudad de Vicente López\| Arbitro: \| Rey Hilfer \| |
| Arbitro:                                             | Rey Hilfer |               |              |                                                            |

| Arbitro: | Zunino |

|              |           |           |
| Merentiel 9’ | Marcatori | 72’ Mauri |

| Arbitro: | Echenique |

|  |           |                             |
|  | Marcatori | 18’ Merentiel 23’ Benedetto |

| Buenos Aires 10 febbraio 2024, ore 19:15 UTC-3 4ª giornata | Boca Juniors | 0 – 0 referto | Defensa y Justicia | La Bombonera\| Arbitro: \| Baliño \| |
| Arbitro:                                                   | Baliño       |               |                    |                                      |

| Arbitro: | Lamolina |

|                        |           |  |
| Merentiel 8’ Zenón 74’ | Marcatori |  |

| Arbitro: | Trucco |

|                   |           |               |
| Bou 14’ Lotti 76’ | Marcatori | 90+5’ Blondel |

| Arbitro: | Falcón Pérez |

|            |           |            |
| Solari 49’ | Marcatori | 70’ Medina |

| Arbitro: | Arasa |

|                                         |           |                         |
| Cavani 63’ (rig.) Cavani 73’ Cavani 79’ | Marcatori | 21’ Passerini 90’ Marín |

| Arbitro: | Rapallini |

|              |           |  |
| Corvalán 89’ | Marcatori |  |

| Arbitro: | Echavarría |

|                                                         |           |                           |
| Blondel 26’ Colombo 49’ (aut.) Cavani 60’ Valentini 81’ | Marcatori | 33’ Quintero 47’ Martínez |

| Arbitro: | Arasa |

|                          |           |                   |
| Cavani 42’ Merentiel 84’ | Marcatori | 9’ (rig.) Bareiro |

| Arbitro: | Tello |

|                  |           |                                  |
| J. Fernández 88’ | Marcatori | 28’ Medina 55’ Langoni 90’ Zenón |

| Arbitro: | Echenique |

|            |           |  |
| Correa 67’ | Marcatori |  |

| Arbitro: | Rey Hilfer |

|            |           |  |
| Cavani 40’ | Marcatori |  |

Classificandosi al 4º posto nella classifica della Zona B, il Boca Juniors si è qualificato ai quarti di finale della Copa de la Liga.

#### Fase finale

##### Quarti di finale
| Arbitro: | Falcón Pérez |

|                      |           |                                          |
| Borja 10’ Díaz 90+7’ | Marcatori | 45+1’ Merentiel 62’ Cavani 67’ Merentiel |

Con la vittoria per 3-2 sul River Plate, il Boca Juniors si è qualificato alle semifinali di Copa de la Liga.

##### Semifinali
| Arbitro: | Arasa |

|                               |                      |                              |
| Cetré 76’ (rig.)              | Marcatori            | 41’ Merentiel                |
| Cetré Mancuso Carrillo Méndez | Tiri di rigore 3 – 1 | Cavani Merentiel Zenón Figal |

Permanendo il risultato di parità (1-1) dopo la disputa dei tempi regolamentari, sono stati necessari i calci di rigore dai quali è uscito vincitore l'Estudiantes, che in tal modo ha eliminato il Boca Juniors alle semifinali di Copa de la Liga Profesional.

### Copa Argentina

#### Trentaduesimi di finale
| Arbitro: | Tello |

|                                     |           |  |
| Cavani 17’ Cavani 56’ Merentiel 74’ | Marcatori |  |

Con la vittoria per 3-0 sul Central Norte, il Boca Juniors si è qualificato ai sedicesimi di finale della Copa Argentina.

#### Sedicesimi di finale
| Arbitro: | Echavarría |

|                            |           |          |
| Merentiel 45+2’ Cavani 52’ | Marcatori | 77’ Vera |

Con la vittoria per 2-1 sull'Almirante Brown, il Boca Juniors si è qualificato agli ottavi di finale di Copa Argentina.

#### Ottavi di finale
| Arbitro: | Merlos |

|                                                                                       |                      |                                                                                                 |
| Aguirre 15’                                                                           | Marcatori            | 19’ Girotti                                                                                     |
| Zeballos Giménez Zenón Lema Fernández Blanco Saralegui Medina Anselmino Barinaga Brey | Tiri di rigore 8 – 7 | Tarragona Ortegoza Martínez Portillo Benavídez Galarza Suárez Mantilla Moyano Rodríguez Herrera |

Permanendo il risultato di pareggio (1-1) dopo la fine dei tempi regolamentari, sono stati necessari i calci di rigore dai quali è uscito vincitore il Boca Juniors, che in tal modo ha battuto il Talleres de Córdoba e si è qualificato ai quarti di finale.

#### Quarti di finale
| Arbitro: | Baliño |

|                              |                      |                                              |
| Anselmino 8’                 | Marcatori            | 65’ (aut.) Rojo                              |
| Rojo Merentiel Figal Giménez | Tiri di rigore 2 – 1 | de Blasis Castillo Troyansky Morales Zalazar |

Permanendo il risultato di pareggio (1-1) dopo la fine dei tempi regolamentari, sono stati necessari i calci di rigore dai quali è uscito vincitore il Boca Juniors, che in tal modo ha battuto il Gimnasia de La Plata e si è qualificato alle semifinali.

#### Semifinali
| Arbitro: | Echavarría |

|                                      |           |                                                   |
| Cavani 44’ Zeballos 70’ Belmonte 80’ | Marcatori | 7’ Pizzini 20’ (aut.) Figal 84’ Bouzat 89’ Bouzat |

Con la sconfitta subita dal Vélez Sarsfield con il punteggio di 3-4, il Boca Juniors è stato eliminato alle semifinali di Copa Argentina.

### Copa Sudamericana
Il Boca Juniors comincerà la sua partecipazione alla Copa Sudamericana a partire dalla fase a gironi. Dal sorteggio, effettuato il 18 marzo 2024 presso la sede della CONMEBOL a Luque (Paraguay), il Boca Juniors è stato aggregato nel Gruppo D con il Fortaleza (Brasile), il Nacional Potosí (Bolivia) e lo Sportivo Trinidense (Paraguay).

#### Fase a gironi (Gruppo D)
| Potosí 3 aprile 2024, ore 20:00 UTC-4 1ª giornata | Nacional Potosí | 0 – 0 referto | Boca Juniors | Stadio Víctor Agustín Ugarte (18 216 spett.)\| Arbitro: \| Piero Maza \| |
| Arbitro:                                          | Piero Maza      |               |              |                                                                          |

| Arbitro: | Gustavo Tejera |

|               |           |  |
| Anselmino 71’ | Marcatori |  |

| Arbitro: | Roldán |

|                                                        |           |                         |
| Lucero 4’ Lucero 51’ Yago Pikachu 55’ Yago Pikachu 63’ | Marcatori | 21’ Merentiel 85’ Zenón |

| Arbitro: | Garay |

|             |           |                        |
| Andrada 56’ | Marcatori | 70’ Figal 90+2’ Cavani |

| Arbitro: | Valenzuela |

|            |           |             |
| Cavani 55’ | Marcatori | 90’ Andrade |

| Arbitro: | Garay |

|                                           |           |  |
| Zenón 9’ Cavani 14’ Saracchi 19’ Rojo 53’ | Marcatori |  |

Classificandosi al 2º posto del Gruppo D, il Boca Juniors si è qualificato agli spareggi di accesso alla fase finale di Copa Sudamericana.

#### Fase finale

##### Spareggi
| Amaguaña 17 luglio 2024, ore 19:30 UTC-5 Spareggi (andata) | Independiente del Valle | 0 – 0 referto | Boca Juniors | Stadio Banco Guayaquil\| Arbitro: \| González \| |
| Arbitro:                                                   | González                |               |              |                                                  |

| Arbitro: | Matonte |

|            |           |  |
| Cavani 39’ | Marcatori |  |

Con il risultato aggregato di 1-0 in suo favore, il Boca Juniors ha eliminato l'Independiente del Valle e si è qualificato agli ottavi di finale della Copa Sudamericana.

##### Ottavi di finale
| Arbitro: | Valenzuela |

|            |           |  |
| Cavani 65’ | Marcatori |  |

| Arbitro: | Roldán |

|                                                         |                      |                                  |
| Matheus Henrique 10’ Walace 22’                         | Marcatori            | 45+5’ Giménez                    |
| William Furtado Matheus Henrique Marlon Dinenno Barreal | Tiri di rigore 5 – 4 | Rojo Lema Blanco Figal Merentiel |

Permanendo il risultato di pareggio (2-2) dopo la fine dei tempi regolamentari, sono stati necessari i calci di rigore dai quali è uscito vincitore il Cruzeiro, che in tal modo ha eliminato il Boca Juniors dalla Copa Sudamericana.

## Statistiche

### Statistiche di squadra
| Competizione      | P.ti | In casa | In casa | In casa | In casa | In casa | In casa | In trasferta | In trasferta | In trasferta | In trasferta | In trasferta | In trasferta | Totale | Totale | Totale | Totale | Totale | Totale | DR  |
| Competizione      | P.ti | G       | V       | N       | P       | Gf      | Gs      | G            | V            | N            | P            | Gf           | Gs           | G      | V      | N      | P      | Gf     | Gs     | DR  |
| ----------------- | ---- | ------- | ------- | ------- | ------- | ------- | ------- | ------------ | ------------ | ------------ | ------------ | ------------ | ------------ | ------ | ------ | ------ | ------ | ------ | ------ | --- |
| Liga Profesional  | 42   | 13      | 8       | 4       | 1       | 18      | 7       | 14           | 3            | 5            | 6            | 12           | 16           | 27     | 11     | 9      | 7      | 30     | 23     | +7  |
| Copa de la Liga   | 24   | 7       | 5       | 2       | 0       | 13      | 6       | 9            | 3            | 3            | 3            | 13           | 6            | 16     | 8      | 5      | 3      | 24     | 15     | +9  |
| Copa Argentina    | -    | 5       | 2       | 2       | 1       | 10      | 7       | 0            | 0            | 0            | 0            | 0            | 0            | 5      | 2      | 2      | 1      | 10     | 7      | +3  |
| Copa Sudamericana | 11   | 5       | 4       | 1       | 0       | 8       | 1       | 5            | 1            | 3            | 1            | 5            | 7            | 10     | 5      | 4      | 1      | 13     | 8      | +5  |
| Totale            | -    | 30      | 19      | 9       | 2       | 49      | 21      | 28           | 7            | 11           | 10           | 30           | 29           | 58     | 26     | 20     | 12     | 77     | 53     | +24 |

### Andamento in campionato

#### Primera División
| Giornata  | 1  | 2  | 3  | 4  | 5  | 6  | 7 | 8  | 9  | 10 | 11 | 12 | 13 | 14 | 15 | 16 | 17 | 18 | 19 | 20 | 21 | 22 | 23 | 24 | 25 | 26 | 27 |
| --------- | -- | -- | -- | -- | -- | -- | - | -- | -- | -- | -- | -- | -- | -- | -- | -- | -- | -- | -- | -- | -- | -- | -- | -- | -- | -- | -- |
| Luogo     | T  | T  | C  | T  | C  | T  | C | T  | C  | T  | C  | T  | C  | T  | C  | T  | C  | T  | C  | T  | C  | T  | C  | T  | C  | T  | C  |
| Risultato | P  | V  | N  | P  | V  | N  | V | N  | N  | N  | V  | N  | V  | P  | P  | P  | V  | P  | N  | P  | V  | V  | V  | N  | V  | V  | N  |
| Posizione | 19 | 11 | 12 | 18 | 11 | 14 | 7 | 11 | 13 | 15 | 8  | 8  | 8  | 10 | 11 | 13 | 10 | 16 | 16 | 17 | 13 | 8  | 8  | 8  | 6  | 6  | 6  |

Legenda:

Luogo: C = Casa; T = Trasferta. Risultato: R = Rinviata; V = Vittoria; N = Pareggio; P = Sconfitta.

#### Copa de la Liga (Zona B)
| Giornata  | 1 | 2 | 3 | 4 | 5 | 6 | 7 | 8 | 9 | 10 | 11 | 12 | 13 | 14 |
| --------- | - | - | - | - | - | - | - | - | - | -- | -- | -- | -- | -- |
| Luogo     | T | C | T | C | C | T | T | C | T | C  | T  | C  | T  | C  |
| Risultato | N | N | V | N | V | P | N | V | P | V  | P  | V  | V  | V  |
| Posizione | 6 | 8 | 5 | 7 | 6 | 7 | 7 | 5 | 7 | 5  | 6  | 5  | 5  | 4  |

Legenda:

Luogo: C = Casa; T = Trasferta. Risultato: R = Rinviata; V = Vittoria; N = Pareggio; P = Sconfitta.

### Statistiche individuali
| Giocatore    | Liga Profesional | Liga Profesional | Liga Profesional | Liga Profesional | Copa de la Liga | Copa de la Liga | Copa de la Liga | Copa de la Liga | Copa Argentina | Copa Argentina | Copa Argentina | Copa Argentina | Copa Sudamericana | Copa Sudamericana | Copa Sudamericana | Copa Sudamericana | Totale   | Totale | Totale      | Totale     |
| Giocatore    | Presenze         | Reti             | Ammonizioni      | Espulsioni       | Presenze        | Reti            | Ammonizioni     | Espulsioni      | Presenze       | Reti           | Ammonizioni    | Espulsioni     | Presenze          | Reti              | Ammonizioni       | Espulsioni        | Presenze | Reti   | Ammonizioni | Espulsioni |
| ------------ | ---------------- | ---------------- | ---------------- | ---------------- | --------------- | --------------- | --------------- | --------------- | -------------- | -------------- | -------------- | -------------- | ----------------- | ----------------- | ----------------- | ----------------- | -------- | ------ | ----------- | ---------- |
| L. Advíncula | 18               | 0                | 3                | 0                | 16              | 0               | 0               | 0               | 2              | 0              | 2              | 1              | 8                 | 0                 | 4                 | 1                 | 44       | 0      | 9           | 2          |
| B. Aguirre   | 16               | 2                | 1                | 0                | 0               | 0               | 0               | 0               | 2              | 1              | 0              | 0              | 0                 | 0                 | 0                 | 0                 | 18       | 3      | 1           | 0          |
| A. Anselmino | 12               | 0                | 1                | 0                | 1               | 0               | 0               | 0               | 3              | 1              | 1              | 0              | 2                 | 1                 | 1                 | 0                 | 18       | 2      | 3           | 0          |
| J. Barinaga  | 8                | 0                | 2                | 0                | 0               | 0               | 0               | 0               | 2              | 0              | 1              | 0              | 0                 | 0                 | 0                 | 0                 | 10       | 0      | 3           | 0          |
| T. Belmonte  | 16               | 0                | 3                | 0                | 0               | 0               | 0               | 0               | 2              | 1              | 0              | 0              | 1                 | 0                 | 0                 | 0                 | 19       | 1      | 3           | 0          |
| M. Benítez   | 0                | 0                | 0                | 0                | 5               | 0               | 0               | 0               | 1              | 0              | 0              | 0              | 5                 | 0                 | 0                 | 0                 | 11       | 0      | 0           | 0          |
| L. Blanco    | 21               | 0                | 5                | 0                | 13              | 0               | 4               | 1               | 4              | 0              | 0              | 0              | 8                 | 0                 | 1                 | 0                 | 46       | 0      | 10          | 1          |
| L. Blondel   | 0                | 0                | 0                | 0                | 9               | 2               | 0               | 0               | 1              | 0              | 0              | 0              | 0                 | 0                 | 0                 | 0                 | 10       | 2      | 0           | 0          |
| L. Brey      | 12               | -8               | 0                | 0                | 4               | -2              | 1               | 0               | 4              | -6             | 0              | 0              | 1                 | 0                 | 0                 | 0                 | 21       | -16    | 1           | 0          |
| E. Cavani    | 17               | 4                | 2                | 1                | 12              | 7               | 2               | 0               | 4              | 4              | 0              | 0              | 6                 | 5                 | 1                 | 0                 | 39       | 20     | 5           | 1          |
| J. Ceballos  | 2                | 0                | 0                | 0                | 0               | 0               | 0               | 0               | 1              | 0              | 0              | 0              | 2                 | 0                 | 0                 | 0                 | 5        | 0      | 0           | 0          |
| S. Dalmasso  | 1                | 0                | 0                | 0                | 0               | 0               | 0               | 0               | 0              | 0              | 0              | 0              | 1                 | 0                 | 0                 | 0                 | 2        | 0      | 0           | 0          |
| M. Delgado   | 11               | 0                | 2                | 0                | 0               | 0               | 0               | 0               | 2              | 0              | 0              | 0              | 4                 | 0                 | 0                 | 1                 | 17       | 0      | 2           | 1          |
| L. Di Lollo  | 12               | 0                | 1                | 0                | 0               | 0               | 0               | 0               | 2              | 0              | 1              | 0              | 6                 | 0                 | 0                 | 0                 | 20       | 0      | 2           | 0          |
| F. Fabra     | 7                | 0                | 1                | 0                | 5               | 0               | 0               | 0               | 0              | 0              | 0              | 0              | 4                 | 0                 | 0                 | 0                 | 16       | 0      | 1           | 0          |
| G. Fernández | 22               | 0                | 2                | 1                | 11              | 0               | 5               | 0               | 4              | 0              | 2              | 0              | 8                 | 0                 | 5                 | 0                 | 45       | 0      | 14          | 1          |
| N. Figal     | 13               | 0                | 6                | 0                | 11              | 0               | 4               | 0               | 3              | 0              | 0              | 0              | 4                 | 1                 | 0                 | 0                 | 31       | 1      | 10          | 0          |
| J. García    | 0                | 0                | 0                | 0                | 1               | -2              | 0               | 0               | 0              | 0              | 0              | 0              | 0                 | 0                 | 0                 | 0                 | 1        | -2     | 0           | 0          |
| M. Giménez   | 20               | 6                | 4                | 1                | 0               | 0               | 0               | 0               | 3              | 0              | 1              | 0              | 2                 | 1                 | 1                 | 0                 | 25       | 7      | 6           | 1          |
| D. Gorosito  | 1                | 0                | 1                | 0                | 0               | 0               | 0               | 0               | 0              | 0              | 0              | 0              | 0                 | 0                 | 0                 | 0                 | 1        | 0      | 1           | 0          |
| L. Janson    | 10               | 0                | 0                | 0                | 8               | 0               | 1               | 0               | 0              | 0              | 0              | 0              | 4                 | 0                 | 0                 | 0                 | 22       | 0      | 1           | 0          |
| C. Lema      | 9                | 1                | 6                | 1                | 15              | 0               | 6               | 1               | 3              | 0              | 1              | 0              | 7                 | 0                 | 1                 | 0                 | 34       | 1      | 14          | 2          |
| A. Martegani | 9                | 0                | 0                | 0                | 0               | 0               | 0               | 0               | 1              | 0              | 0              | 0              | 2                 | 0                 | 0                 | 0                 | 12       | 0      | 0           | 0          |
| G. Medel     | 9                | 0                | 4                | 0                | 0               | 0               | 0               | 0               | 0              | 0              | 0              | 0              | 1                 | 0                 | 0                 | 0                 | 10       | 0      | 4           | 0          |
| C. Medina    | 12               | 1                | 2                | 0                | 10              | 2               | 5               | 1               | 2              | 0              | 0              | 0              | 6                 | 0                 | 0                 | 0                 | 30       | 3      | 7           | 1          |
| M. Mendía    | 3                | 0                | 0                | 0                | 0               | 0               | 0               | 0               | 0              | 0              | 0              | 0              | 1                 | 0                 | 0                 | 0                 | 4        | 0      | 0           | 0          |
| M. Merentiel | 22               | 7                | 4                | 0                | 16              | 7               | 2               | 0               | 3              | 2              | 0              | 0              | 8                 | 1                 | 2                 | 0                 | 49       | 17     | 8           | 0          |
| I. Miramón   | 15               | 0                | 3                | 0                | 0               | 0               | 0               | 0               | 2              | 0              | 1              | 0              | 0                 | 0                 | 0                 | 0                 | 17       | 0      | 4           | 0          |
| W. Molas     | 1                | 0                | 0                | 0                | 0               | 0               | 0               | 0               | 0              | 0              | 0              | 0              | 1                 | 0                 | 1                 | 0                 | 2        | 0      | 1           | 0          |
| J. Ramirez   | 0                | 0                | 0                | 0                | 2               | 0               | 0               | 0               | 0              | 0              | 0              | 0              | 2                 | 0                 | 1                 | 0                 | 4        | 0      | 1           | 0          |
| M. Rojo      | 16               | 0                | 6                | 1                | 6               | 0               | 3               | 0               | 3              | 0              | 0              | 0              | 4                 | 1                 | 1                 | 0                 | 29       | 1      | 10          | 1          |
| S. Romero    | 16               | -15              | 1                | 0                | 13              | -11             | 0               | 0               | 1              | -1             | 0              | 0              | 9                 | -8                | 1                 | 0                 | 39       | -35    | 2           | 0          |
| J. Ruiz      | 2                | 0                | 0                | 0                | 0               | 0               | 0               | 0               | 0              | 0              | 0              | 0              | 0                 | 0                 | 0                 | 0                 | 2        | 0      | 0           | 0          |
| M. Saracchi  | 13               | 2                | 3                | 1                | 4               | 0               | 1               | 0               | 3              | 0              | 1              | 0              | 4                 | 1                 | 2                 | 0                 | 24       | 3      | 7           | 1          |
| J. Saralegui | 15               | 1                | 0                | 0                | 13              | 0               | 0               | 0               | 2              | 0              | 0              | 0              | 8                 | 0                 | 1                 | 0                 | 38       | 1      | 1           | 0          |
| N. Valentini | 0                | 0                | 0                | 0                | 7               | 1               | 1               | 0               | 0              | 0              | 0              | 0              | 2                 | 0                 | 0                 | 0                 | 9        | 1      | 1           | 0          |
| E. Zeballos  | 18               | 1                | 2                | 0                | 0               | 0               | 0               | 0               | 3              | 1              | 0              | 0              | 2                 | 0                 | 1                 | 0                 | 23       | 2      | 3           | 0          |
| K. Zenón     | 18               | 2                | 1                | 0                | 16              | 2               | 1               | 0               | 5              | 0              | 1              | 0              | 7                 | 2                 | 1                 | 0                 | 46       | 6      | 4           | 0          |
| I. Zufiaurre | 1                | 0                | 0                | 0                | 0               | 0               | 0               | 0               | 0              | 0              | 0              | 0              | 2                 | 0                 | 0                 | 0                 | 3        | 0      | 0           | 0          |
| D. Benedetto | 0                | 0                | 0                | 0                | 10              | 1               | 1               | 0               | 1              | 0              | 0              | 0              | 2                 | 0                 | 0                 | 0                 | 13       | 1      | 1           | 0          |
| N. Briasco   | 1                | 0                | 0                | 0                | 3               | 0               | 1               | 0               | 0              | 0              | 0              | 0              | 2                 | 0                 | 0                 | 0                 | 6        | 0      | 1           | 0          |
| E. Bullaude  | 0                | 0                | 0                | 0                | 5               | 0               | 2               | 0               | 0              | 0              | 0              | 0              | 1                 | 0                 | 0                 | 0                 | 6        | 0      | 2           | 0          |
| J. Campuzano | 1                | 0                | 0                | 0                | 10              | 0               | 3               | 0               | 0              | 0              | 0              | 0              | 1                 | 0                 | 0                 | 0                 | 12       | 0      | 3           | 0          |
| E. Fernández | 5                | 2                | 2                | 0                | 8               | 0               | 2               | 0               | 2              | 0              | 1              | 0              | 5                 | 0                 | 0                 | 0                 | 20       | 2      | 5           | 0          |
| L. Langoni   | 3                | 0                | 0                | 0                | 15              | 1               | 3               | 0               | 2              | 0              | 0              | 0              | 5                 | 0                 | 0                 | 0                 | 25       | 1      | 3           | 0          |
| V. Taborda   | 2                | 0                | 0                | 0                | 2               | 0               | 0               | 0               | 1              | 0              | 0              | 0              | 1                 | 0                 | 0                 | 0                 | 6        | 0      | 0           | 0          |